# Trženje v neprofitnih organizacijah
Trženje v neprofitnih organizacijah je bilo skozi čas, tudi v Sloveniji, sprejeto le s težavo. Kritiki trženja v neprofitnih organizacijah so menili, da tu pač ni potrebno, saj je dovolj sama ideja, ki ga društvo zagovarja. Tako na primer zdravja ni potrebno prodajati, bolnišnice pa tako ne potrebujejo oglaševanja. Zaradi naraščanja trga neprofitnih organizacij in konkurence za financiranje, pa tudi pogled, da je trženje v neprofitnih organizacijah nepotrebno, počasi »ugaša«. Neprofitni menedžer in njihovi podporniki so se začeli zavedati potenciala marketinga tudi na tem področju. Še vedno pa ostajajo trije argumenti, ki trdijo, da je marketing slab oziroma kar zloben, ter zato neprimeren za neprofitne organizacije:   
1. Trženje naj bi bila čista potrata javnega denarja. Neprofitne organizacije naj namreč ne bi delale stroškov, ki ne bi bili povrnjeni v enaki meri. V takem primeru  so vse neprofitne organizacije dolžne pojasniti vse koristi, ki ga trženje lahko prinese določeni organizaciji.
2. Druga kritika trženja je mnenje, da vsakršno trženje izpade kot vsiljivo. Vsako trženje namreč sloni na predhodnem raziskovanju in zanimanju za posameznikove želje, potrebe, prepričanja, z namenom, da bi čim bolje oblikovali efektivno kampanjo.
3. Poleg vsiljivosti pa je kot tretja kritika navedena manipulativnost.  V večini primerov neprofitne organizacije iščejo, v določenem kontekstu, široko sprejeto javno dobro in zato torej manipulativnost naj ne bi bila potrebna. Kjer pa se pojavi tako organizaciji kot tudi samemu trženju pusti »črno piko« oziroma slab ugled [1]

### Orientiranost na organizacijo
Pri vsakem trženju, torej tudi v neprofitnih organizacijah, je potrebno zavzeti pravo strateško mišljenje in strategijo. Trženje v privatnem sektorju je v svoji zgodovini šlo skozi štiri faze. Faze si sledijo od orientiranosti na sam produkt, na proces izdelave produkta, na prodajo pa vse do današnje orientiranosti na stranko, potrošnika. Prve tri faze postavljajo želje in potrebe same organizacije v središče strateškega marketinškega načrta. Neprofitne organizacije se še vedno  nahajajo na stopnji orientiranosti na organizacijo. Dokazi za to so na primer: majhno posvečanje raziskovanju strank in njihovih želja, potreb, marketing je primarno definiran kot promocija, marketinški strokovnjaki so izbrani na podlagi poznavanja produkta in njihovih komunikacijskih spretnosti … 

### Orientiranost na stranko
Kot največjo oviro pri uspešnosti njihove organizacije, pa neprofitne organizacije po večini vidijo v nemotiviranosti in ignoranci njihovih strank. Tudi zato, se ne uspejo orientirati na samo stranko, kar dolgoročno gledano, organizacijam prinese večji uspeh. Marketing orientiran na stranko se začne in konča s stranko oziroma potrošnikom samim. Organizacije, orientirane na stranko, se sprašujejo na primer:
- kaj je njihov trg,
- komu so namenjeni produkti, ideje, ki jih organizacija zagovarja,
- kakšne so stranke in kaj imajo rade,
- kakšne so njihove trenutne percepcije, potrebe, želje,
- ali se bodo njihove percepcije, želje in potrebe v prihodnosti spremenile,

Zavedajo se torej celotne marketinške mešanice od komunikacije s strankami, prilagajanja lastne ponudbe glede želje strank, sklepanja kompromisov (tudi zmožnost spreminjanja, prilagajanja lastne ideje, da bi zgodili stranki) … 

### Strateški marketing
Število neprofitnih organizacij iz leta v leto, predvsem zadnjih 30 let, raste. Zaradi tega pa se tudi tu pojavlja tekmovanje za različna sredstva (individualne donacije, sredstva s stani države, fundacij …). Tako bi morale tudi neprofitne organizacije razviti strateški marketing . 
Kotler pravi, da se je pri strateškem marketingu potrebno držati naslednjih osem korakov :
1. Jasno postavljeno poslanstvo in cilj organizacije, kultura organizacije,
2. Analiza močnih in šibkih področij organizacije,
3. Analiza zunanjih nevarnosti in priložnosti – analiza zunanjega okolja,
4. Določitev ciljnih trgov – segmentacija,
5. Konkurenčno pozicioniranje,
6. Oblikovanje trženjskega spleta,
7. Določitev proračuna za trženje,
8. Nadzor in ocenjevanje uspešnosti. [3]

#### Načini trženja po segmentaciji
Ko se organizacija odloči, katere segmente bo izbrala za najbolj zanimive, je potrebno izbrati način trženja. Obstajajo naslednji načini trženja: 
- Pri nediferenciranem trženju se organizacija odloči, da bo pokrivala celoten trg z eno ponudbo in enim trženjskim spletom ter poskušala pridobiti čim več uporabnikov.
- Pri diferenciranem trženju pa gre za  osredotočenje na nekaj tržnih segmentov, oblikovanje ponudbe in trženjskega spleta za vsak segment posebej.
- Pri koncentriranem trženju pa se organizacija osredotoči na en segment in oblikuje idealno ponudbo in trženjski splet za ta segment.

Zaradi pomanjkanja sredstev se večina neprofitnih organizacij odloči za koncentrirano trženje. Vsaka organizacija se mora na podlagi svojih zmožnosti in resursov, prednosti in slabosti opredeliti, kakšen način trženja bo izbrala. 

#### Trženje glede na proračun
Neprofitne organizacije imajo zelo omejene proračune za svoje delovanje. Večina se zaradi tega in zaradi nepredvidljivosti svojih prihodkov odpove prav stroškom za trženje, kar bi jim dolgoročno gledano lahko prineslo veliko koristi v priemrjavi s konkurenco. Pri oblikovanju proračunov za trženje se tržniki v neprofitnih organizacijah odločajo za pet glavnih pristopov:  
- Metoda »affordable«:temelji na določanju proračuna, glede na to, koliko si lahko organizacija privošči, da zapravi za trženje. Izhaja iz domneve, da je težko predvideti povezanost med trženjskimi stroški in prodajo. Pomanjkljivosti metode sta variiranje proračuna iz leta v leto in nezmožnost dolgoročnega ali vsaj srednjeročnega planiranja proračuna.
- Metoda odstotkov od prodaje: tu se proračun obračuna kot odstotki od prodaje. V tem primeru je proračun za trženje odvisen od prodaje organizacije in se tako tudi obnaša.
- Konkurenčna metoda: tu se dobro pregleda konkurenco in stroške, ki jih ta porabi za trženje. Nato se določi proračun organizacije, ki je lahko večji, manjši ali enak konkurenci. Poznavanje tekmecev je nasploh vedno dobro. Po navadi pa se pri tem ne upoštevajo cilji organizacije, sredstva in plani, ki jih ima konkurenca.
- Metoda ciljev in nalog: namen te metode je čim bolj natančno definiranje ciljev organizacije, na njihovi podlagi pa se določijo naloge, ki so potrebne za njihovo doseganje. Na koncu se izračunajo še stroški za izvedbo.
- Metoda optimizacije odziva:  tu je naloga tržnika v organizaciji ta, da mora preračunati odziv uporabnikov glede na različne trženjske proračune.[1]